# Болексазький сільський округ
Болекса́зький сільський округ (каз. Бөлексаз ауылдық округі, рос. Болексазский сельский округ) — адміністративна одиниця у складі Кегенського району Алматинської області Казахстану. Адміністративний центр — село Болексаз.
Населення — 1012 осіб (2021; 1377 у 2009, 1354 у 1999, 1400 у 1989).
Станом на 1989 рік існувала Болексазька сільська рада (село Болексаз).

## Склад
До складу округу входять такі населені пункти:
| Населений пункт | Населення, осіб (1989) | Населення, осіб (1999) | Населення, осіб (2009) | Населення, осіб (2021) |
| --------------- | ---------------------- | ---------------------- | ---------------------- | ---------------------- |
| Болексаз, село  | 1400                   | 1354                   | 1377                   | 996                    |
| --Підстанція    | -                      | -                      | -                      | 5                      |
| --Тишканбаз     | -                      | -                      | -                      | 11                     |